# Beautheil-Saints
Beautheil-Saints – gmina we Francji, w regionie Île-de-France, w departamencie Sekwana i Marna. W 2016 roku liczba ludności wynosiła 2096 mieszkańców. 
Gmina została utworzona 1 stycznia 2019 roku z połączenia dwóch ówczesnych gmin: Beautheil oraz Saints. Siedzibą gminy została miejscowość Saints. 